# Ernst Gottlob Roth
Ernst Gottlob Roth (* 1797; † nach 1861) war ein deutscher lutherischer Geistlicher. Er wirkte als Superintendent von Lübben und Konsistorialrat in Köslin.

## Leben
Die Mutter war Friederike Antoinette Marie, geborene Schott.
Ernst Gottlob Roth studierte evangelische Theologie und bestand 1819 die Abschlussprüfung. Danach wurde er Hilfsprediger in Lübben. 1829 war Roth Oberpfarrer, als er eine Biografie über den Kirchenlieddichter Paul Gerhardt veröffentlichte. 1832 wurde ihm die Ehrenbürgerschaft der Stadt Lübben verliehen. 1833 wurde er als Superintendent bezeichnet. Zu diesem Zeitpunkt war er auch Mitglied der Oberlausitzischen Gesellschaft der Wissenschaften.
Spätestens seit 1840 war Ernst Gottlob Roth Konsistorialrat im pommerschen Cöslin. 1861 wurde er als Konsistorial- und Regierungsrat in den Ruhestand versetzt und erhielt den Roten Adlerorden 3. Klasse mit Schleife.
Der Militärhygieniker Wilhelm August Roth war ein Sohn von ihm.

## Schriften
- Paul Gerhardt. Nach seinem Leben und Wirken aus zum Theil ungedruckten Nachrichten. C. T. Gotsch, Lübben 1829, 2. Auflage 1832. urn:nbn:de:kobv:109-1-15378535
- Erinnerungsblätter an die 50jährige Amts-Jubelfeier des Herrn M. Carl Bd. Suttinger. Gotsch, Lübben 1830